# 'Neath Austral Skies
Neath Austral Skies (1913) es una película australiana del cine mudo dirigida por Raymond Longford.
Está considerada como un film perdido.

## Reseña
El capitán Frank Hollis (Martyn Keith) está dedicado a Eileen Delmont (Lottie Lyell). Cuando su hermano Eric comete un robo, Frank acepta la culpa con el fin de proteger el nombre de su familia. Parte rumbo a Australia y se une a la Policía Montada de la Nueva Gales del Sur. Eric confiesa lo que hizo, por lo que Eileen y su padre parten a Australia para localizar a Frank. Compran una propiedad y parte de su ganado es robado, por lo que solicitan que un soldado acuda en su ayuda: es Frank. Camino al encuentro, Frank es capturado por los ladrones y lanzado al río, pero Eileen acude en su ayuda y es así como los amantes se reencuentran.

## Reparto
- Lottie Lyell como Eileen Delmont.
- Robert Henry como el coronel Delmont.
- George Parke como Eric Delmont.
- Martyn Keith como el capitán Frank Hollis.
- Charles Villers como Gidgee Dan.
- Mervyn Barrington como Snowy, jinete.
- Walter Warr como Ah Lum, cocinero.
- T Archer como Monaro Jack.

## Producción
Esta película no fue extensamente exhibida y no fue una de las películas más conocidas de Longford.

## Crítica
Un crítico contemporáneo comentó acerca del film que "tiene muchas escenas excitantes y sensacionales, mezclado con el puro estilo de la comedia australiana para mantener a la audiencia. La fotografía es muy real."
El nombre de Raymond Longford fue utilizado ampliamente en la publicidad.